# Obraz Matki Bożej Czortkowskiej
Obraz Matki Bożej Czortkowskej – został namalowany przez nieznanego malarza prawdopodobnie w końcu XV wieku.
W 1663 r. król Polski Jan Kazimierz podarował obraz (znajdujący się od końca XV wieku w Ostrowni pod Witebskiem) dominikanom w Czortkowie. Wizerunek został zaopatrzony w łacińską inskrypcję: "Jan Kazimierz, król Polski, był w Czortkowie z Cudownym Obrazem z Ostrowni". W 1910 roku został przeniesiony do nowo wybudowanego kościoła klasztoru Dominikanów w Czortkowie. Obecnie obraz znajduje się w Warszawie w kościele pw. św. Jacka, w kaplicy Kotowskich. 29 sierpnia 2009 arcybiskup Mieczysław Mokrzycki, metropolita lwowski dokonał koronacji kopii obrazu Matki Bożej Czortkowskiej znajdującej się w kościele dominikanów pw. św. Stanisława w Czortkowie.

## Kopie obrazu
Obraz Matki Boskiej Tuchowskiej